# Theridion coldeniae
Espèce
Theridion coldeniae est une espèce d'araignées aranéomorphes de la famille des Theridiidae.

## Distribution
Cette espèce est endémique des îles Galápagos,.

## Publication originale
- Baert & Maelfait, 1986 : Spiders from the Galápagos Islands. III. Miscellaneous families. Bulletin of the British Arachnological Society, vol. 7, no 2, p. 52-56.